# Pedro Cornel II
Pedro Cornel II (? -?) Fue un mesnadero del linaje aragonés de los Cornel. Figura en la Corte del rey Alfonso II de Aragón en 1188. El 1190 participó en el «Juramento de Daroca» conjuntamente con Ximeno Cornel I. El año 1196 juró fidelidad al nuevo rey Pedro II de Aragón conjuntamente con Ximeno Cornel I.